# 稲葉侃爾
稲葉 侃爾（いなば かんじ、1920年10月31日 - 2017年1月14日 ）は、日本の経営者。中国銀行頭取を務めた。

## 来歴・人物
岡山県出身。福山誠之館中学（現：広島県立福山誠之館高等学校）、旧制姫路高等学校を経て、1946年に京都帝国大学法学部を卒業し、同年に中国銀行に入行した。1970年9月に取締役に就任し、1975年12月に常務、1978年4月に専務を経て、1985年6月に副頭取に就任し、1987年6月には頭取に昇格した。1997年6月には会長も兼任し、1999年4月には会長に専任。2000年3月から6月までには再び頭取を兼任し、2001年6月に相談役を経て、2005年4月から参与を務めた。
1990年11月に藍綬褒章を受章し、2003年4月に勲三等旭日中綬章を受章。
2017年1月14日に老衰のために死去。96歳没。